# Štítonoši
Štítonoši (Cassidinae) je podčeleď mandelinek (Chrysomelidae) v rámci řádu brouků (Coleoptera). Jedná se o systematicky nejodvozenější skupinu. Její systematika v současné době není přesně ustálena, zabývají se jí zejména Lech Borowiec a Lukáš Sekerka. V dřívějším pojetí z ní byla vyčleněna podčeleď Hispinae (trnáči), podle pojetí Chena se naopak jedná dokonce o samostatnou čeleď nebo i nadčeleď Hispidae (Cassidoidea).
Ve střední Evropě je podčeleď zastoupena 39 druhy v 5 rodech – Hispa, Dicladispa, Pilemostoma, Hypocassida, Cassida.